# Curt Swanström
Curt Arne Waldemar Swanström, född 2 oktober 1919 i Göteborg, död 29 juli 2016 i Vänersborg, var en svensk målare och verkstadsarbetare.
Han var son till David Swanström och Hilma Hedlund och från 1946 gift med Mariana Johansson. Swanström var som konstnär autodidakt och startade med målning som en hobby under ungdomsåren. Han debuterade med en utställning tillsammans med Gunnar Rudström i Vänersborg 1959 där han visade landskapsmålningar från Västkusten och Dalsland. Han medverkade i samlingsutställningar med Göta Älvdalens konstförening.